# دزد دریایی (فیلم ۱۹۴۸)
دزد دریایی (انگلیسی: The Pirate) فیلمی در ژانر موزیکال به کارگردانی وینسنت مینلی است که در سال ۱۹۴۸ منتشر شد.

## بازیگران
- جین کلی
- جودی گارلند
- والتر اسلزاک
- گلادیس کوپر
- رجینالد اوئن
- جرج زوکو
- ماری ویندسور
- لولا آلبرایت
- جرج چندلر
- لستر آلن
- ان فرانسیس
- ویلیام ادموندز
- جری برگن